# Beiers voetbalkampioenschap 1926/27
In 1926/27 werd het zeventiende Beiers voetbalkampioenschap gespeeld, dat georganiseerd werd door de Zuid-Duitse voetbalbond. Na dit seizoen werd de competitie opnieuw opgesplitst in twee reeksen. 
1. FC Nürnberg werd autoritair kampioen en plaatste zich voor de Zuid-Duitse eindronde. Voor het eerst mochten ook de vicekampioenen naar de eindronde. Aangezien drie clubs op de tweede plaats eindigden kwam er een play-off, maar enkel tussen twee clubs want SpVgg Fürth was als Zuid-Duits bekerwinnaar al geplaatst voor de eindronde. 
TSV München werd groepswinnaar bij de vicekampioenen en maakte nog kans op de eindronde om de landstitel door een wedstrijd te spelen tegen de nummer drie uit de kampioenengroep, FSV Frankfurt. München won met 2:0 en plaatste zich net als Nürnberg en Fürth, die eerste en twee werden voor de eindronde. 
Fürth versloeg Vereinigte Breslauer Sportfreunde met 1:3, FC Schönberger Kickers 1900 Berlin met 9:0 en verloor dan met 2:1 van Hertha BSC. 1860 München versloeg FC Schalke 04 met 1:3, VfB Leipzig met 3:0 en verloor dan met 4:1 van Nürnberg. Nürnberg versloeg Chemnitzer BC 1899 met 5:1, Hamburger SV met 1:2, dan 1860 München en plaatste zich voor de finale tegen Hertha, die ze met 2:0 wonnen. 

## Bezirksliga
| Plaats | Club                  | Wed. | W  | G | V  | Saldo | Ptn.  |
| ------ | --------------------- | ---- | -- | - | -- | ----- | ----- |
| 1.     | 1. FC Nürnberg        | 18   | 16 | 1 | 1  | 64:17 | 33:3  |
| 2.     | SV 1860 München       | 18   | 11 | 2 | 5  | 53:31 | 24:12 |
| 3.     | FC Wacker München     | 18   | 10 | 4 | 4  | 46:22 | 24:12 |
| 4.     | SpVgg Fürth           | 18   | 10 | 4 | 4  | 45:26 | 24:12 |
| 5.     | FC Bayern München     | 18   | 10 | 3 | 5  | 41:26 | 23:13 |
| 6.     | ASV Nürnberg          | 18   | 7  | 1 | 10 | 29:52 | 15:21 |
| 7.     | VfR Fürth             | 18   | 6  | 1 | 11 | 28:49 | 13:23 |
| 8.     | FC Fürth              | 18   | 4  | 1 | 13 | 23:48 | 9:27  |
| 9.     | 1. FC 1910 Bayreuth   | 18   | 3  | 3 | 12 | 23:55 | 9:27  |
| 10.    | SSV Schwaben Augsburg | 18   | 2  | 2 | 14 | 28:74 | 6:30  |

|  | Kampioen, geplaatst voor Zuid-Duitse eindronde        |
|  | Geplaatst voor Zuid-Duitse eindronde als bekerwinnaar |
|  | Play-off voor Zuid-Duitse eindronde                   |

Play-off
|  |                 |       |                   |  |
|  | SV 1860 München | 2 - 0 | FC Wacker München |  |
|  |                 |       |                   |  |

## Kreisliga

### Promotie-eindronde
De promotie-eindronde was uiteindelijk overbodig door de opsplitsing van de Bezirksliga in 1927/28 waardoor alle zes de clubs promoveerden. 
| Plaats | Club                | Wed. | W | G | V | Saldo | Ptn.  |
| ------ | ------------------- | ---- | - | - | - | ----- | ----- |
| 1.     | FSV 1883 Nürnberg   | 10   | 5 | 3 | 2 | 28:18 | 13:07 |
| 2.     | 1. FV 1904 Würzburg | 10   | 5 | 2 | 3 | 22:15 | 12:08 |
| 3.     | DSV München         | 10   | 4 | 3 | 3 | 21:15 | 11:09 |
| 4.     | SpB Jahn Regensburg | 10   | 5 | 1 | 4 | 19:15 | 11:09 |
| 5.     | SV Schwaben Ulm     | 10   | 4 | 3 | 3 | 13:15 | 11:09 |
| 6.     | FC Bayern Hof       | 10   | 1 | 0 | 9 | 10:35 | 02:18 |

|  | Promotie naar Bezirksliga Noord-Beieren 1927/28 |
|  | Promotie naar Bezirksliga Zuid-Beieren 1927/28  |